# Гамма-аміномасляна кислота
γ-амінома́сляна кислота́ (ГАМК) — амінокислота, що є найпоширенішим гальмівним нейромедіатором в центральній нервовій системі (ЦНС). Окрім ЦНС, ГАМК також присутня і в інших органах та тканинах. Наприклад, у β-клітинах підшлункової залози вона бере участь у передачі сигналів між клітинами острівцевого апарату. Також ГАМК знайдена в клітинах яєчників, яєчок та шлунково-кишкового тракту, де її роль досі невідома.
Синтез ГАМК відбувається в нейронах і каталізується ферментом декарбоксилазою глутамінової кислоти (глутамінокисла декарбоксилаза), який перетворює глутамат на ГАМК. Потім ГАМК упаковується в синаптичні везикули і вивільняється в синаптичну щілину, коли нейрон активується.

## Історія
ГАМК в ЦНС було відкрито в 1950 році Юджином Робертсом, але до 60-х років ХХ сторіччя роль цієї речовини лишалась невідомою. Спочатку вважалося, що це метаболічний побічний продукт глутамату, іншого нейромедіатора в мозку. Однак незабаром було зрозуміло, що ГАМК є самостійним нейромедіатором.

## Метаболізм ГАМК
ГАМК синтезується з глутамату за допомогою ферменту L-глутамат-декарбоксилази (ГАД). Початково наявність ГАД вважалась ознакою гальмівного нейрону, але останнім часом цей фермент було знайдено і в збуджувальних нервових клітинах.
Метаболізується ГАМК за допомогою ферменту ГАМК-трансамінази (ГАМК-T) в ГАМК-шунті (див рисунок). На відміну від ГАД, ГАМК-Т, що локалізована на мітохондріальній матриці, синтезується не тільки в ЦНС, а й в інших органах. ГАМК-Т перетворює ГАМК в сукцинатний напівальдегід, використовуючи α-кетоглутарат як акцептор аміногрупи при формуванні глутамату (див. рисунок). Для роботи ГАМК-Т необхідна наявність пірідоксаль-фосфату (ПЛФ), що грає роль коферменту. Утворений на попередньо описаній стадії метаболізму ГАМК сукцинатний напівальдегід потім оксидизується до сукцинату, який, в свою чергу, залучається до циклу трикарбонових кислот.

## ГАД_{65} та ГАД_{67}

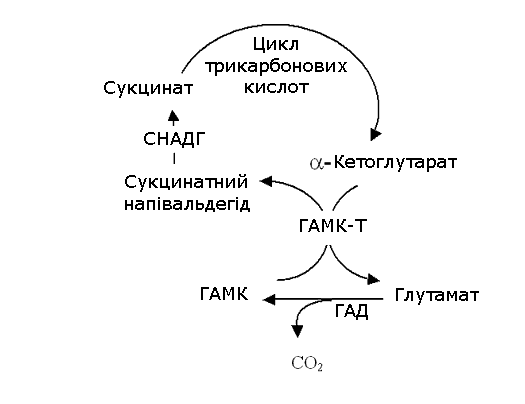
Синтез та деградація ГАМК. ГАМК-Т — ГАМК-трансаміназа; ГАД — Глутамат-декарбоксилаза; СНАДГ — Сукцинат-напівальдегід-дегідрогеназа.

## ГАД65та ГАД67
Відомі дві форми ГАД — ГАД65 та ГАД67, відповідно до їхньої молекулярної маси (тобто приблизно 65 та 67 кілоДальтон — kDa). Ці дві форми кодуються двома різними і незалежними один від одного генами. ГАД67, судячи зі всього, є цитоплазматичним ферментом, що зустрічається в усіх ГАМК-ергічних нейронах як в тілі клітини, так і у відростках.
Натомість ГАД65 переважно знаходиться в нервових терміналах і є ферментом, вбудованим в мембрани везикул, що містять нейротрансмітер. ПЛФ є ко-фактором для ГАД, і асоціація або дисоціація цього ко-фактору відіграє значну роль в короткотерміновій регуляції дії ГАД. Загалом, регуляція роботи ГАД є складною і досі повністю не досліджена; окрім того, неясним є фізіологічний сенс існування двох ферментів (ГАД65 та ГАД67), що експресуються незалежними генами, регуляція та локалізація котрих теж є різними, але котрі виконують одні і ті ж функції. Однією з пояснюючих гіпотез є те, що ГАМК в нейроні розподілена по двом об'ємам — цитоплазмі та внутрішньому об'єму медіаторних везикул — що мають різне призначення та практично не сполучаються між собою; але слабким місцем цієї гіпотези є те, що, на відміну від везикулярної ГАМК, специфічні функції ГАМК в цитоплазмі практично невідомі.

## Глутамін як ГАМК-прекурсор
При нервовій передачі із залученням ГАМК-ергічних синапсів вивільнена ГАМК частково поглинається астроцитами нейроглії, де метаболізується. Ці втрати ГАМК компенсуються переносом в зворотному напрямку речовини, що є попередником при синтезі ГАМК (ГАМК-прекурсором). Таким прекурсором є глутамін, що синтезується винятково в астроцитах. Глутамін залучається до циклу трикарбонових кислот, де перетворюється на глутамат, а той, в свою чергу, на ГАМК.

## Вивільнення ГАМК
Хімічні синапси ГАМК-ергічних нейронів містять везикули із спеціальними системами хімічного транспорту ГАМК, завдяки яким концентрація ГАМК всередині везикул в 10-20 більша, ніж в цитоплазмі. Після деполяризації мембрани нейрону відбувається злиття цих везикул з пресинаптичною мембраною, регульоване великою кількістю специфічних ферментів (синаптин, неурексини, синаптотагмін, синтакси, синаптофізин), які активуються у відповідь на зростання внутрішньоклітинною концентрації іонів Са2+. Іони кальцію потрапляють в пресинапс через кальцієві канали, що відкриваються при деполяризації мембрани нейрону. Загалом, цей процес призводить до вивільнення ГАМК в синаптичну щілину, після чого вона активує різні типи ГАМК-рецепторів, розташовані на пре- та постсинаптичній мембрані.
На додаток до везикулярного, вивільнення ГАМК може відбуватись також в процесі роботи в зворотному напрямку мембранних систем ГАМК-транспорту. Цей процес має набагато більш розпливчасту локалізацію, аніж притаманне строго пресинаптичній мембрані везикулярне вивільнення, є електрично-залежним, тож може бути активованим завдяки деполяризації мембрани при проходженні нервового імпульсу. Іншою важливою рисою процесу невезикулярного вивільнення ГАМК є його незалежність від концентрації іонів кальцію.

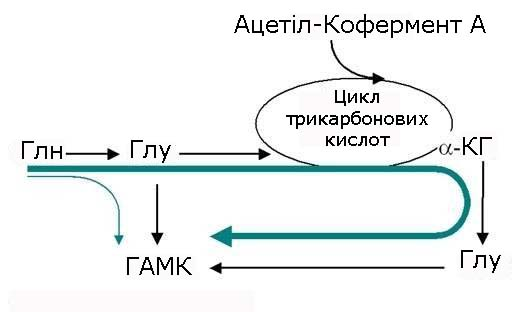
Два шляхи синтезу ГАМК. Товста стрілка — домінуючий шлях, де вуглецевий скелет глутаміну метаболізується в циклі трикарбонових кислот перед власне синтезом ГАМК. Тонка стрілка — безпосередній синтез ГАМК з глутамату без залучення циклу трикарбонових кислот. Глн — глутамін; Глу — глутамат; α-КГ — α - Кетоглутарат.

## Деактивація ГАМК
ГАМК деактивується завдяки захвату та перенесенню в пресинаптичну ділянку нейрону, що робить можливим повторне використання нейромедіатору, або завдяки захвату навколишніми клітинами нейроглії (астроцитами), де ГАМК розкладається в процесі трансамінації та оксидації до сукцинату. В обох випадках захват та транспортування ГАМК здійснюються спеціальними ГАМК-транспортерами, частина яких неспецифічна відносно нервових клітин (тобто є і в нейронах, і в нейроглії), а частина — притаманна тільки нейрогліальним астроцитам.

## Функціональне значення ГАМК-інгібіювання в ЦНС
ГАМК-ергічна інгібуюча нервова передача дуже широко представлена в ЦНС, і є принципово важливою для функціонування мозку. Тому не дивно, що функціональні порушення синтезу та/або метаболізму ГАМК призводять до численних негативних нервових ефектів. Уявлення про важливість та роль ГАМК для нормального функціонування мозку дає перелік деяких хвороб, що спричинюються порушенням її метаболізму або порушенням функціонування ГАМК-рецепторів: це епілепсія, інсомнія, хвороба Альцгеймера, шизофренія і таке інше.

### Книги
- Bowery NG (2002): Pharmacology of GABAB receptors. In: Glutamate and GABA Receptors and transporters; Structure, Function and Pharmacology, Egebjerg J, Schousboe A and Krogsgaard Larsen P, eds. London: Taylor and Francis, pp. 287—304.

- Froestl W, Mickel SJ (1997): Chemistry of GABAB modulators. In: The GABA Receptors. Enna SJ, Bowery NG, eds. New Jersey: Humana Press Inc., pp. 271—296.

- Johnston GAR (1997): Molecular biology, pharmacology and physiology of GABAC receptors. In: The GABA Receptors. Enna SJ, Bowery NG, eds. New Jersey: Humana Press Inc., pp. 297—323.

- Martin DL, Rimvall K (1993): Regulation of gamma-aminobutyric acid synthesis in the brain. J Neurochem 60:395-407.

- Olsen RW, Macdonald RL (2002): GABAA receptor complex structure and function. In: Glutamate and GABA Receptors and Transporters; Structure, Function and Pharmacology, Egebjerg J, Schousboe A and Krogsgaard Larsen P, eds. London: Taylor and Francis, pp. 202—235.

- Otsuka M (1996): Establishment of GABA as an inhibitory neurotransmitter at crustacean neuromuscular junction and in the mammalian central nervous system. In: GABA: Receptors, Transporters and Metabolism, Tanaka C, Bowery NG, eds. Basel: Birkhäuser Verlag, pp. 1-6.

- Roberts E (1974): Disinhibition as an organizing principle in the nervous system. The role of gamma-aminobutyric acid. Adv Neurol 5:127-143.

- Schousboe A, Kanner B (2002): GABA transporters: Functional and pharmacological properties. In: Glutamate and GABA Receptors and Transporters; Structure, Function and Pharmacology, Egebjerg J, Schousboe A and Krogsgaard Larsen P, eds. London: Taylor and Francis, pp. 337—349.

- Waagepetersen HS, Sonnewald U, Schousboe A (1999): The GABA paradox: Multiple roles as metabolite, neurotransmitter and neurodifferentiative agent. J Neurochem 73:1335-1342.
- Basic Neurochemistry: Molecular, Cellular and Medical Aspects (8th ed.) / Edited by Scott T. Brady, George J. Siegel et al. — Academic Press, 2012. ISBN 978-0-12-374947-5
- Molecular biology of the cell (6th ed) / Alberts B. Johnson A. Lewis J. Morgan D. Raff M. C. Roberts K. Walter P. Wilson J. H. & Hunt T. Garland Science Taylor and Francis Group, 2015.
- From Molecules to Networks An Introduction to Cellular and Molecular Neuroscience. / John H. Byrne, Ruth Heidelberger and M. Neal. Academic Press, 2014. ISBN 978-0-12-397179-1
- Principles of neural science (6th ed.) / Kandel, E. R., Schwartz, J. H., & Jessell, T. M. McGraw-Hill, Health Professions Division, 2019.
- The synaptic organization of the brain / Gordon M. Shepherd. Oxford ; New York :Oxford University Press, 2003. ISBN 978-0195159561

### Журнали
- Journal of Neurochemistry
- Neurochemistry International
- Nature: Neuropsychopharmacology
- NeuroPharmacology
- Molecular Neurobiology
- Neuron
- Journal of Neuroscience
- Nature: Neuroscience
- Nature Reviews: Neuroscience
- Cell: Trends in Neurosciences